# ナルニ
ナルニ（伊: Narni）は、イタリア共和国ウンブリア州テルニ県にある、人口約17,900人の基礎自治体（コムーネ）。
ラテン語の旧名であるナルニア (Narnia) の名でも呼ばれる。

## 地理

### 位置・広がり

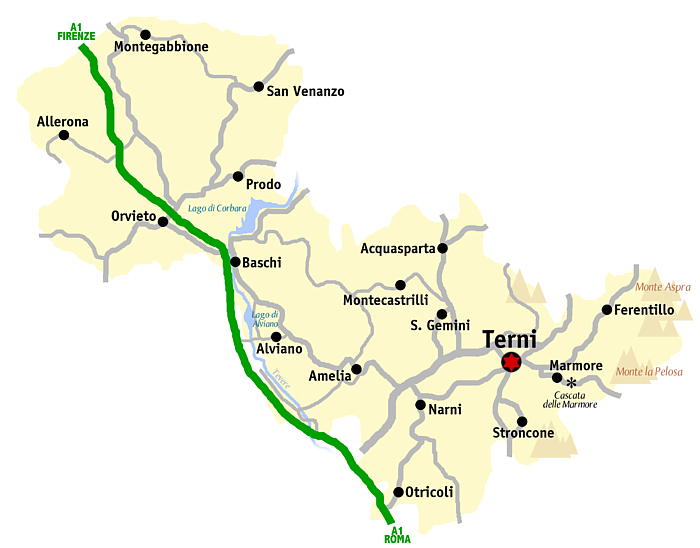
テルニ県概略図

テルニ県南東部のコムーネ。

#### 隣接コムーネ
隣接するコムーネは以下の通り。括弧内のVTはヴィテルボ県所属を示す。
- アメーリア
- カルヴィ・デッルンブリア
- モンテカストリッリ
- オルテ (VT)
- オトリーコリ
- サン・ジェーミニ
- ストロンコーネ
- テルニ

### 気候分類・地震分類
ナルニにおけるイタリアの気候分類 (it) および度日は、zona D, 1802 GGである。
また、イタリアの地震リスク階級 (it) では、zona 2 (sismicità media) に分類される。

## 歴史
ナルニ市の昔のラテン語の名前は「ナルニア」といい、古代ローマの植民地として紀元前299年に作られ、紀元前90年にムニキピウム (Municipium) となった。
ナルニアがいつナルニ市に変わったのか確かな事は知られていないが、おそらくは1200年～1300年からフランス革命後まで徐々に変化して行き、最終的には1800年にも石碑や硬式書類に古代の名のナルニアが書かれているのが認められる。
ナルニア出身の有名人は、皇帝ネルウァ、聖カッシオ、エラズモ・イル・ガッタメラータ、ガレオット・マルツィオ(Galeotto Marzio)、福者ルチーア、ベルナルド・エローリ(Berardo Eroli)など。
ガッタメラータの家の近くに有名な以下の言葉が書かれている。
| 「 | Narnia me genuit Gattamelata fui | 」 |

## 行政

### 分離集落
ナルニには以下の分離集落（フラツィオーネ）がある。
- Borgaria, Capitone, Cigliano, Guadamello, Gualdo, Itieli, La Quercia, Montoro, Nera Montoro, Narni Scalo, Ponte San Lorenzo, San Faustino, San Liberato, Santa Lucia, Sant'Urbano, San Vito, Schifanoia, Stifone, Taizzano, Testaccio, Vigne

#### カピトーネ
カピトーネ (il Capitone) は現在ナルニの一集落であるが、絶えずその支配下にあったわけではない。
実際、最初は独立した町で後にナルニに征服され、続いて教皇国の保護下となった。
最終的に、約1世紀後カピトーネは再度ナルニに征服された。そしてそのまま今に至ると言える。
このすばらしい町は何度も略奪され、今日ではただ石造りの城壁の入り口の2重アーチの門、旧市街を少し外れた見張り塔から見る街周辺のすごく良い景観だけを観る事ができる。

## 文化・観光

### 催し
- 指輪競争
- ナルニ国際フェスティヴァル(Narni International Festival)
- ナルニ・ブラック・フェスティヴァル(Narni Black Festival)

### 観光場所
- Eroli Museum
- ドゥオーモ (Duomo)
- サンタ・マリーア・イン・ペンソレ教会 (Chiesa di S. Maria in Pensole)
- 砦 (La Rocca)
- ローマ時代の橋
- ベネディクト会の修道院
- パラッツォ・コムナーレ (Palazzo Comunale) にあるギルランダイオの祭壇画
- ローマ時代の教会、サンタ・プデンツィアーナ教会(Chiesa Santa Pudenziana) - ナルニの少し郊外
- フォルミア水道(L'acquedotto della Formina)
- ナルニの地下 (Narni Sotterranea)

### 興味
作家C・S・ルイスは、イタリアの古い地図を見ながらそこに書かれていたナルニのラテン語名「ナルニア」を拝借し、人気シリーズである彼のファンタジー小説「ナルニア国ものがたり」につけた。

## 人物

### 著名な出身者
- ネルウァ - ローマ皇帝。
- ガッタメラータ - 14-15世紀の傭兵隊長（コンドッティエーレ）。本名はエラズモ・ダ・ナルニ。